# Great Wagon Road

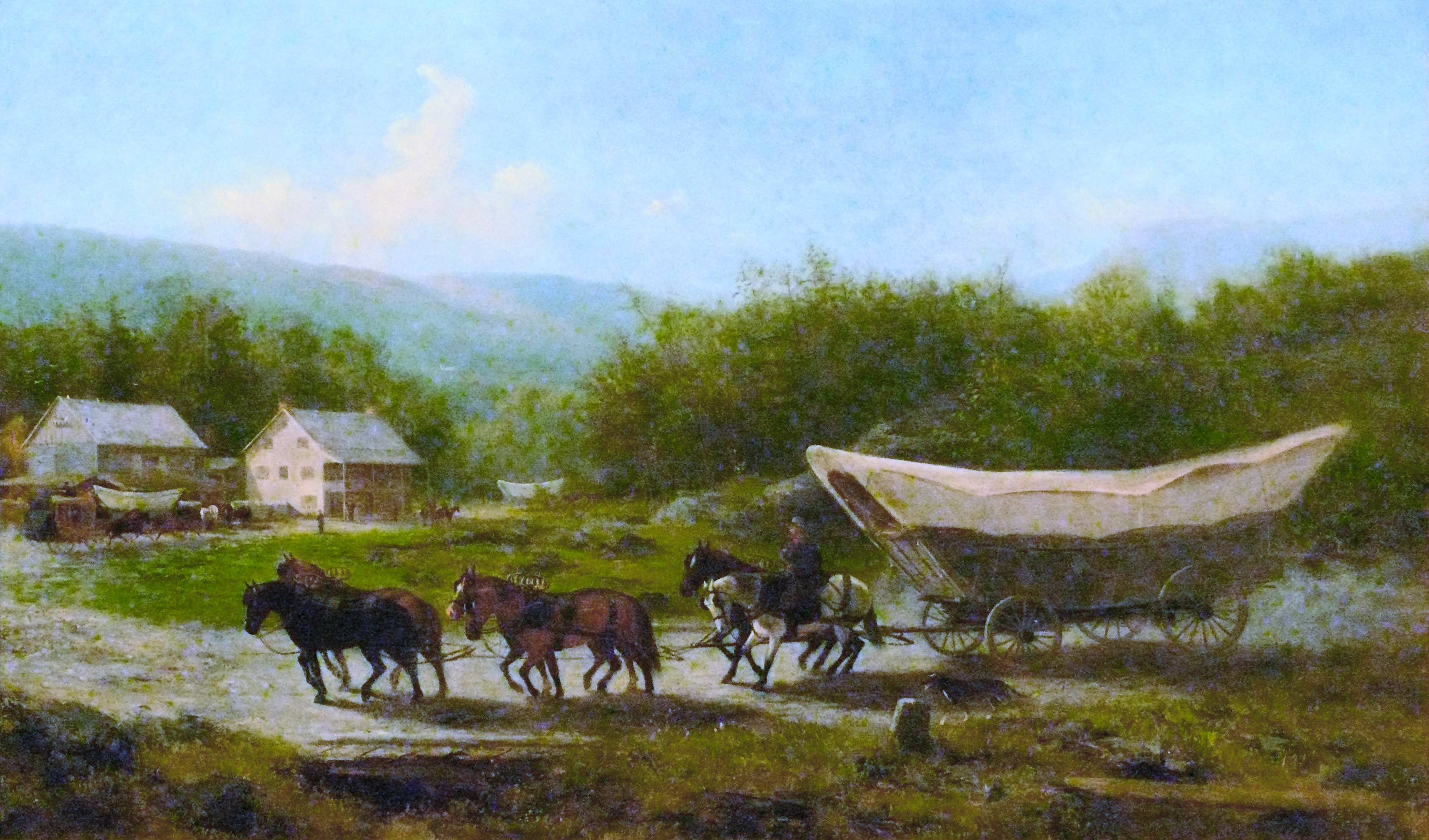
Visão artística da Great Wagon Road em uso ca. 1883.

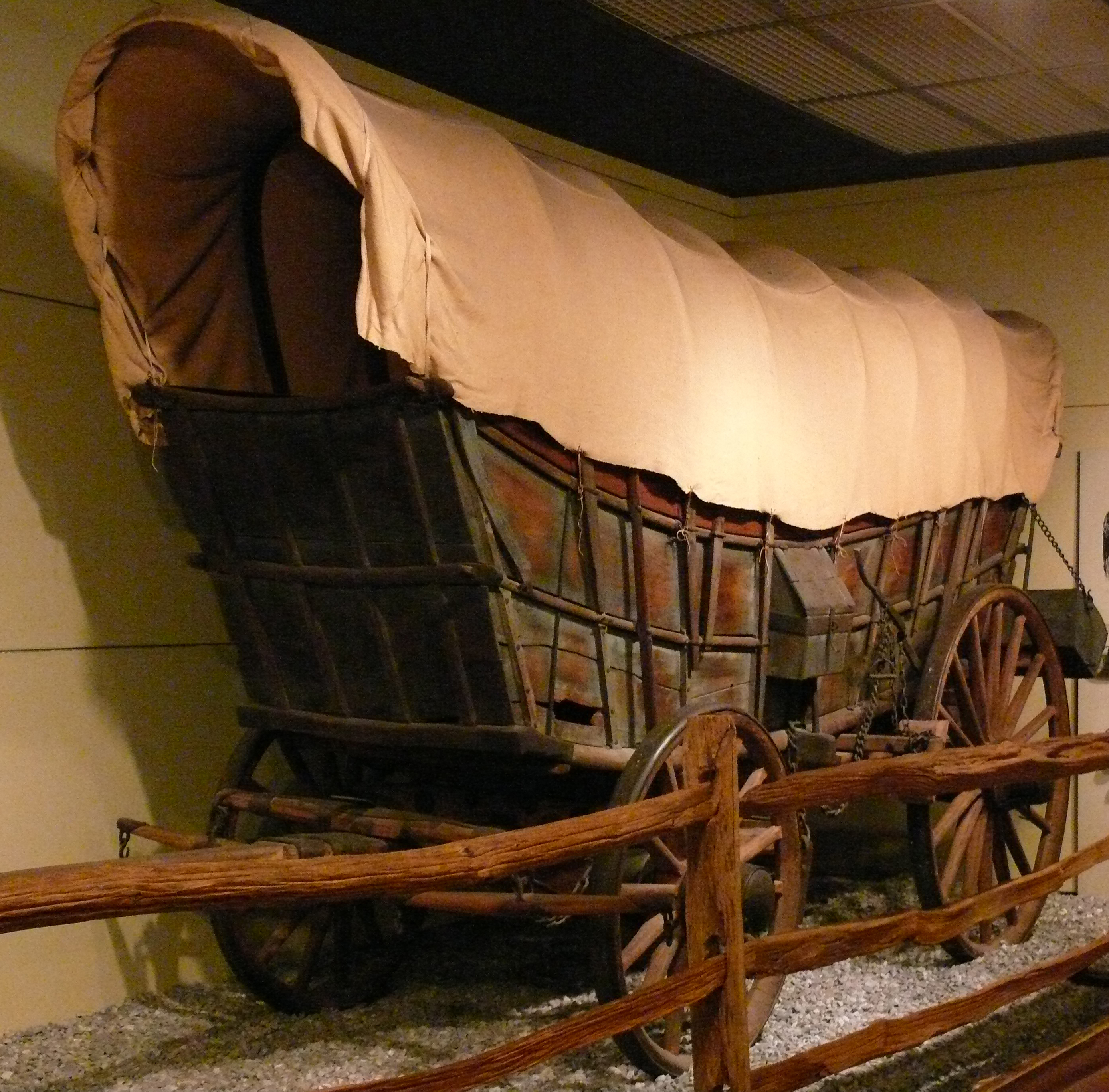
Um exemplar da "Conestoga Wagon" muito usada na Great Wagon Road.

A Great Wagon Road (algo como "grande estrada para carroças")  era uma trilha melhorada através do Great Appalachian Valley, indo da Pensilvânia à Carolina do Norte e de lá à Geórgia, na América colonial.

## Utilização
A muito movimentada Great Wagon Road foi a principal rota para o início da colonização do sul dos Estados Unidos, particularmente o "sertão". Embora uma grande variedade de colonos tenha viajado para o sul na estrada, duas culturas dominantes emergiram. Os palatinos alemães e os imigrantes americanos escocês-irlandeses chegaram em grande número por causa das condições insuportáveis na Europa. 
Os alemães (também conhecidos como Pennsylvania Dutch) tendiam a encontrar terras agrícolas ricas e trabalhar com zelo para se tornarem estáveis e prósperos. O outro grupo (também conhecido como Presbiteriano ou Ulster Scots) tendia a ser inquieto, pertencente a clãs e ferozmente independentes; eles formaram o que ficou conhecido como "Appalachian Culture" ("cultura dos Apalaches"). Em parte devido à diferença de idioma, os dois grupos tendiam a se manter separados.

## Segmentos
Esses são os principais segmentos da Great Wagon Road:
| Ordem | Segmento                                                                                     | Data          | Distância aproximada (milhas) | Distância aproximada (km) | link para o Google Maps |
| ----- | -------------------------------------------------------------------------------------------- | ------------- | ----------------------------- | ------------------------- | ----------------------- |
| 1     | #Philadelphia para York, Pennsylvania                                                        | cerca de 1754 | 94                            | 151                       | Mapa                    |
| 2     | #York, Pennsylvania para Winchester, Virginia via Old Monocacy Road                          | cerca de 1730 | 117                           | 188                       | Mapa                    |
| 3     | #York, Pennsylvania para Winchester, Virginia via Nichols Gap                                | cerca de 1754 | 114                           | 183                       | Mapa                    |
| 4     | #York, Pennsylvania para Winchester, Virginia via Black's Gap                                | cerca de 1754 | 112                           | 180                       | Mapa                    |
| 5     | #Winchester para Roanoke, Virginia                                                           | cerca de 1754 | 187                           | 301                       | Mapa                    |
| 6     | #Roanoke, Virginia para Wachovia, North Carolina                                             | cerca de 1754 | 128                           | 206                       | Mapa                    |
| 7     | #Wachovia para Salisbury, North Carolina via the Trading Ford                                | cerca de 1765 | 46                            | 74                        | Mapa                    |
| 8     | #Wachovia para Salisbury, North Carolina via the Shallow Ford                                | cerca de 1765 | 55                            | 89                        | Mapa                    |
| 9     | #Salisbury, North Carolina para Charlotte, North Carolina                                    | cerca de 1775 | 38                            | 61                        | Mapa                    |
| 10    | #Charlotte, North Carolina para Augusta, Georgia via Camden and Columbia, South Carolina     | cerca de 1775 | 190                           | 310                       | Mapa                    |
| 11    | #Charlotte, North Carolina para Augusta, Georgia via Union and Columbia, South Carolina      | cerca de 1775 | 209                           | 336                       | Mapa                    |
| 12    | #Alternate path from Union, South Carolina para Augusta, Georgia, via Pelzer, South Carolina | cerca de 1775 | 187                           | 301                       | Mapa                    |

Nota: Os segmentos e distâncias são aproximações; os caminhos reais variavam constantemente com árvores caídas, inundações, etc.

## References
- AdamsCounty.com (1999). Adams County Bicentennial Tidbits: Artificial Roads. [S.l.]: Adams County Bicentennial Committee. Consultado em 2 de agosto de 2014
- Adamson, Greg (2010). Treaty of Lancaster. [S.l.]: e-WV: The West Virginia Encyclopedia. Consultado em 3 de agosto de 2014
- McCauley, I. H. (1878). Historical Sketch of Franklin County. [S.l.]: John M. Pomeroy. Consultado em 19 de setembro de 2017
- Amish Country News (2010). «A Town Called Paradise». Amish Country News, Bird-In-Hand, Pennsylvania, ©2006 Roncki, Inc. Consultado em 25 de setembro de 2014
- Anderson, William Lee, III (2007). «Historical Marker Commemorating Colonel Thomas Sumter's Camp at Clems Branch, June-July 1780» (PDF). Lancaster County Historical Commission, Lancaster, South Carolina. Consultado em 2 de setembro de 2014
- Bates, Samuel P.; Richard, J. Fraise (1887). History of Franklin county, Pennsylvania; containing a history of the county, its townships, towns, villages, schools, churches, industries, etc.; portraits of early settlers and prominent men; biographies; history of Pennsylvania, statistical and miscellaneous matter, etc. [S.l.]: Warner, Beers & Company, Chicago. Consultado em 21 de julho de 2017
- Bedell, John;  et al. (2009). Through the Great Valley and into the Mountains Beyond (PDF). [S.l.: s.n.] Consultado em 3 de setembro de 2017
- Benson, Louis F., ed. (1908). Journal of Presbyterian History, Volume 4 (Google eBook). [S.l.]: Presbyterian Historical Society. Consultado em 3 de agosto de 2014
- Bridenbaugh, Carl (1952). Myths & Realities: Societies of the Colonial South. [S.l.]: Louisiana State University Press. ISBN 0-689-70023-7
- Bennett, Gerald (2007).  Trostle, Kevin A., ed. A Brief History of Gettysburg: The Colonial Period, 1735-1786. [S.l.: s.n.] Consultado em 2 de agosto de 2014
- Brown, Ralph M. (1937). A Sketch of the Early History of Southwestern Virginia. [S.l.]: William and Mary Quarterly, 2nd ser., Vol 17, No.4, (Oct, 1937). Consultado em 28 de setembro de 2015
- Brownlee, Ann (1996). «The Shallow Ford». Shallow Ford on the Yadkin. © 1996-2011 Ann Brownlee, Salisbury, North Carolina. Consultado em 22 de agosto de 2014
- Bryan, John K. Jr. (1979). «Bryan, Morgan». NCpedia. State Library of North Carolina, North Carolina Department of Cultural Resources. Consultado em 18 de agosto de 2014
- Christ, Elwood W. (1997). "Building A Battle Site: Roads to and through Gettysburg", Adams County History: Vol.3, Article 4. (Download). [S.l.]: The Cupola: Scholarship at Gettysburg College. Consultado em 21 de julho de 2017
- Clare, Israel Smith (1909). Lancaster County History, in The Pennsylvania-German, Vol.10, May,1909, pages 198-209. [S.l.: s.n.] Consultado em 19 de agosto de 2014
- Clement, Maude C. (1952). An Abbreviated History of Pittsylvania County, Virginia, Chapter Five: Transportation and Routes. [S.l.]: Victorianvilla.com. Consultado em 11 de agosto de 2014
- Conestoga Area Historical Society. «The Conestoga Wagon». Consultado em 26 de julho de 2014
- Conrad, William P. (1979). «Pawling's Tavern». Allison-Antrim Museum. From "The Coachmans Horn is Heard No More", The Klttochtinny Historical Society Papers, Volume 17, p.93. Consultado em 29 de agosto de 2017
- Cook, James (1773). «A Map of the Province of South Carolina with all the Rivers, Creeks, etc.». Courtesy of J.D. Lewis, carolana.com. Consultado em 6 de maio de 2018
- Dexter, Franklin B. (Editor) (1916). Extracts from the Itineraries ... of Ezra Stiles ... 1755-1794 (Entry of Sept. 1, 1766), pages 64,65. [S.l.]: Yale University Press. Consultado em 24 de novembro de 2019
- Dilts, David. «Great Valley Road». FamilySearch Research Wiki for genealogists. Consultado em 19 de agosto de 2014
- Drummond, Frank O III (2015). «James Cloyd "Clan" and David Cloyd, Pioneer». Rockwood Manor Family, Dublin, Virginia. Consultado em 9 de novembro de 2015
- Egle, William Henry (1894). Notes and Queries, Historical, Biographical,& Genealogical. [S.l.]: Harrisburg Publishing Co. (Also, Google ebook). Consultado em 19 de agosto de 2014
- Foster, James W. (1938). «Maps of the First Survey of the Potomac River, 1736-1737; William and Mary College Quarterly Historical Magazine, Vol.18, No.2, April, 1938, Pgs. 149-157» (PDF). William and Mary College, Williamsburg, Virginia. Consultado em 28 de julho de 2017
- Franklin County Historical Society (2013). «Franklin County History». Franklin County Historical Society - Kittochtinny, Chambersburg, Pennsylvania ©2013. Consultado em 3 de agosto de 2014. Cópia arquivada em 17 de dezembro de 2014, New Link, accessed March 12, 2019
- Fry, Joshua; Jefferson, Peter (1751). A map of the most inhabited part of Virginia containing the whole province of Maryland with part of Pensilvania, New Jersey and North Carolina. [S.l.]: Repository: Library of Congress Geography and Map Division Washington, D.C. Consultado em 1 de agosto de 2014
- FSL of LDS Church (1763). «Film # 007856869, Images 109 & 110 of 538; Cumberland County, Pennsylvania, Deeds 1750-1776, Deed Book A2, p.183-185, July 17, 1763». Consultado em 21 de setembro de 2017
- Gilmer, General J. F. (1864). Map of Botetourt County, Virginia, Southwest Section. [S.l.]: Library of Congress. Consultado em 28 de setembro de 2015
- Google-Blackie, Google Map (2014). «Blackies Branch». Consultado em 29 de agosto de 2014
- Google-Buffalo, Google Map (2014). «Buffalo Creek». Consultado em 29 de agosto de 2014
- Google-Maggoty, Google Street View Photo (2016). «Former Inn at Maggoty Gap». Consultado em 24 de julho de 2016
- Google-Tavern, Google Map (2014). «Black Horse Tavern». Consultado em 8 de outubro de 2015
- Green, Fess; McConnell, Robert (2014). «Timeline for the Wilderness Road Migration Route». The Daniel Boone Wilderness Trail Association. Consultado em 28 de outubro de 2015
- Hartley, Michael O. (2002). «Bethania: A Colonial Moravian Adaptation». In:  Joseph, J. W.; Zierdon, Martha. Another's Country. [S.l.]: University of Alabama Press. pp. 111–132. ISBN 978-0-81731-129-2
- Heathcore, Charles William (1926). History of Chester County, Pennsylvania. [S.l.]: Dept. of Social Studies, State Normal School, West Chester PA. Consultado em 1 de agosto de 2014
- Hemminger, J. D. (1909). «Old Roads of Cumberland County, Pennsylvania». Hamilton Library Association, Carlisle, Pennsylvania. Consultado em 19 de setembro de 2017
- Jacobs, Edward B. (1912). «History of Roanoke City». In:  Jack, George S. History of Roanoke County (Google book). [S.l.]: Stone Printing & Mfg., Roanoke, Virginia. p. 92. Consultado em 19 de agosto de 2014
- Kegley, Frederick B. (1938). Kegley's Virginia Frontier, The Beginning of the Southwest, The Roanoke of Colonial Days, 1740-1783. [S.l.]: The Southwest Virginia Historical Society. OCLC 1536295
- Kerr, Richard D. (2013). The Lancaster Road and Turnpike (PDF). [S.l.]: Haverford Township Historical Society. Consultado em 19 de setembro de 2017
- Lewis, J. D. (2018). «A History of York, South Carolina». carolana.com. Consultado em 11 de maio de 2018
- Lewis, Samuel (1814). «Map of "The State of South Carolina from the best authorities"». University of Georgia Libraries. Consultado em 6 de maio de 2018
- LHA Map Committee (2014). «Official Map of the Lincoln Highway». Lincoln Highway Association. Consultado em 2 de agosto de 2014
- map (1865). Map of Roanoke County, Virginia, c.1865. [S.l.]: Library of Congress, Call Number G3883.R5 186- .R5 Vault : Hotch 56. Consultado em 8 de agosto de 2014
- McPherson Compton, Brenda E (2014). «The Scots-Irish from Ulster and the Great Philadelphia Wagon Road». ElectricScotland.com. Consultado em 29 de setembro de 2015
- Marr, Paul (2002). Shippensburg and the Development of Overland Transportation in the Cumberland Valley, Pennsylvania in the 1700s. Middle States Geographer, 2002, Vol.35, p.101-109. [S.l.: s.n.] CiteSeerX 10.1.1.526.4017
- Marshall, R. Jackson, III (2006). «NCPedia, Great Wagon Road». Consultado em 13 de março de 2019
- Martin, Kenneth W. (1988). «National Register of Historic Places Inventory/Nomination: Joseph McDonald Farm» (PDF). Virginia Department of Historic Resources. Consultado em 28 de fevereiro de 2016
- Meade, Major General G.G. (1879). «Map of the vicinity of Hagerstown, Funkstown, Williamsport,and Falling Waters,Md.; Library of Congress Control Number 2009581114». Washington : Secretary of War, Office of the Chief of Engineers, U.S. Army, 1879. Consultado em 22 de setembro de 2017
- Mereness, Newton D. (Editor) (1916). Diary of a Journey of Moravians from Bethlehem, Pa. to Bethabara, N.C., 1753. Travels in the American Colonies, pp.325-356. [S.l.]: Macmillan. In the Library of Congress; American Memory Collection. ISBN 9781429005715. Consultado em 19 de setembro de 2017
- Mitchell, Betty Naff (2003). «A Little History of Boones Mill». Consultado em 13 de agosto de 2014
- Mobley, Joe E. (2003). The Way We Lived in North Carolina. [S.l.]: University of North Carolina Press. Consultado em 19 de agosto de 2014
- Mouzon, Henry (1776). «An Accurate Map Of North And South Carolina With Their Indian Frontiers, Shewing in a distinct manner all the Mountains, Rivers, etc. By Henry Mouzon And Others. London. Printed for Robt. Sayer and J. Bennett ... May 30th 1776.». David Rumsey Map Collection, ©1998 Cartography Associates. Sayer & Bennett, London. Consultado em 24 de agosto de 2014
- NPS (2018). «Historical Markers Across South Carolina; Island Ford Road». Latitude 34 North. Consultado em 10 de maio de 2018
- NPS (2005). «Founders and Frontiersmen, Historical Background, Ways Westward - Roads and Canals». National Park Service. Consultado em 6 de outubro de 2015
- Ramsey, Robert W. (1987). Carolina Cradle: Settlement of the Northwest Carolina Frontier, 1747-1762. [S.l.]: University of North Carolina Press. ISBN 978-0807841891
- Reist, Arthur L. (1975). Conestoga Wagon - Masterpiece of the Blacksmith. [S.l.]: Forry and Hacker, Lancaster, Pennsylvania. Library of Congress Catalog Card Number: 75-34956. OCLC 2121026
- Reuter, Christian Gottlieb (Agosto de 1776). Map of Wachovia, August, 1766, and Some Additional Surveys; from Adelaide L. Fries (Editor), Records of the Moravians in North Carolina, Volume 2, p. 616-617. (Presented on archive.org). [S.l.: s.n.] Consultado em 22 de setembro de 2017
- Reuter, Christian Gottlieb (Fevereiro de 1766). Map of Wachovia or Dobbs Parish, February, 1766; from Adelaide L. Fries (Editor), Records of the Moravians in North Carolina, Volume 1, p. 310-311. (Presented on archive.org). [S.l.]: Edwards and Broughton Printing Co., Raleigh, NC, 1922. Consultado em 9 de agosto de 2016
- Roanoke River Blueway, Org (1997). «Tosh's Ford Historical Marker». Consultado em 24 de julho de 2016
- Rouse, Parke (1973). The Great Wagon Road: from Philadelphia to the South. [S.l.]: McGraw-Hill; Reprint, Dietz Press 2004 ISBN 0-87517-065-X
- Rummel, Earl C. (2014). «The Carolina Road & The Old Carolina Road». Brethren Life: Brethren Migrations. Church of The Brethren Network. Consultado em 25 de agosto de 2014
- Rupp, Israel Daniel (1846). The History and Topography of Dauphin, Cumberland, Franklin, ... Counties. [S.l.]: Gilbert Hills, Lancaster, Pennsylvania. Consultado em 13 de setembro de 2017
- Sayer, Robert; Bennett, J. (1775). «Map: Pennsylvania 1775». Barry Lawrence Antique Maps at raremaps.com. Consultado em 4 de setembro de 2017
- Scheel, Eugene (2014). «The Carolina Road». History of Loudoun County, Virginia. Thomas Balch Library, Leesburg, Virginia. Consultado em 25 de agosto de 2014
- Scull, William (1770). «Map: Pennsylvania 1770». Historic Mapworks, LLC. Consultado em 4 de setembro de 2017
- Smith, Byron C. (Curator) (2014). «Beginnings 1732-1783; Town History». Newtown History Center; Stone House Foundation. Consultado em 7 de outubro de 2015
- Soelle, Br. George (1772). Diary of the Rev. George Soelle, March 23, 1771-April 12, 1773; original manuscript located in Moravian Archives, Winston-Salem, N.C.; trans. [from Ger.] by Bishop K.G. Hamilton. [S.l.]: Winston-Salem, N.C. OCLC 18886265
- South Carolina, Parks, Recreation, and Tourism Dept. (2015). «Old Waxhau Presbyterian Church». Department of Parks, Recreation and Tourism; South Carolina. Consultado em 8 de outubro de 2015
- Stimson, Kyle (2009). «Exploring Shallow Ford by Deb Phillips with audio by Kyle Stimson; at 25:02 minute mark.». Consultado em 7 de agosto de 2016
- Stimson, Kyle (1999). The Great Philadelphia Wagon Road in Forsyth County, N.C., 1750-1770. [S.l.]: Copyright 1999 by R. Kyle Stimson, Vice-chairman, Great Wagon Road Preservation Committee. OCLC 41978971
- Stoner, Robert D. (1962). A Seedbed of the Republic. [S.l.]: Roanoke Historical Society. Library of Congress Catalog Card Number: 62-22384. OCLC 2343718
- Swope, Cynthia (2004). «A Brief History of Adams County, and Our Adams Countians Within It». Within The Vines, © Cynthia Swope [C Swope] 2003. Consultado em 2 de agosto de 2014
- Taber, Thomas T., III (1987). Railroads of Pennsylvania Encyclopedia and Atlas. [S.l.: s.n.]  – via Transportation in Lancaster County, Pennsylvania
- Taylor, Tom (2016). «The Ghost Town of Chappells». South Carolina National Heritage Corridor (National Park Service). Consultado em 10 de maio de 2018
- Taylor, David L. (2003). National Register of Historic Places; Maidstone-on-the-Potomac, Berkeley County, West Virginia (PDF). [S.l.]: National Park Service, US Dept. of Interior. Consultado em 3 de agosto de 2014
- Tracey, Grace L.; Dern, John P. (1987). Pioneers of Old Monocacy. [S.l.]: Genealogical Publishing Co. ISBN 9780806311838. Consultado em 16 de setembro de 2017* Tursi, Frank (1994). Winston-Salem: A History. [S.l.]: John F. Blair. ISBN 9780895871152. Consultado em 21 de agosto de 2014
- Wallace, Paul A. W. (1987). Indian Paths of Pennsylvania. [S.l.]: Pennsylvania Historical and Museum Commission. Harrisburg, PennsylvaniaISBN 9780892710904
- Washington, George (1791). «Diaries, 1791-1799». In:  Hoskins, Jos. A. President Washington's Diaries, 1791-1799, Transcribed & Compiled. [S.l.]: The Golden Rule Press, Greensboro, N.C., 1921. Consultado em 28 de agosto de 2014
- Wolfe, Carla (2003). «Strasburg - Early Roads». Amish Country News, Bird-In-Hand, Pennsylvania, ©2006 Roncki, Inc. Consultado em 13 de setembro de 2014
- Wilt, L. E. (1945). #327 Historical Map Lancaster County, 1945, Leo E. Wilt Historical County Maps, Towanda, Pennsylvania, 1941-1946 (PDF). [S.l.]: Archives Publishing Company of Pennsylvania, Harrisburg. In the Pennsylvania State Archives, MG-11 Map Collection. Consultado em 19 de setembro de 2017